# Ryo Miyaichi
Ryo Miyaichi (宮市 亮, Miyaichi Ryō, 14 de desembre de 1992) és un futbolista japonès que juga d'extrem pel Wigan Athletic, cedit pel també conjunt de la Premier Leaguede l'Arsenal FC londinenc.
Des que és jugador de l'Arsenal (2011), ha jugat cedit en tres equips, el Feyenoord neerlandès (2011), i en dos equips de la Premier, el Bolton Wanderers FC (gener del 2012) i el Wigan Athletic (agost del 2012).
El 23 de maig va debutar amb la selecció absoluta del Japó en un partit amistós contra l'Azerdbaidjan.